# Adrián Gavira
Adrián Gavira Collado (ur. 17 września 1987 w La Línea de la Concepción) – hiszpański siatkarz plażowy, trzykrotny uczestnik Letnich Igrzysk Olimpijskich.
Od 2005 roku bierze udział w międzynarodowych turniejach siatkówki plażowej. Od 2009 roku tworzy drużynę z Pablo Herrerą. Wspólnie wystąpili na trzech Igrzyskach Olimpijskich: w 2012 roku w Londynie (9. miejsce), w 2016 roku w Rio de Janeiro (9. miejsce) oraz w 2021 roku w Tokio (9. miejsce). Są również ośmiokrotnymi mistrzami Hiszpanii w siatkówce plażowej.

## Osiągnięcia[1]
Mistrzostwa Świata Juniorów
- 2007 (Włochy)

Mistrzostwa Europy
- 2013 (Holandia)
- 2009 (Rosja), 2018 (Austria)

FIVB Beach Volleyball World Tour
- 2009 (Masters, Baden), 2009 (Masters, Blackpool), 2015 (Grand Slam, Moskwa), 2016 (Open, Xiamen), 2018 (4*, Ostrawa)
- 2006 (Challenger, Cypr), 2008 (Open, Stare Jabłonki), 2009 (Grand Slam, Marsylia), 2009 (Open, Haga), 2010 (Open, Mysłowice), 2013 (Grand Slam, Long Beach), 2017 (3*, Haga), 2018 (4*, Huntington Beach), 2018 (5*, Gstaad), 2019 (4*, Xiamen)
- 2009 (Grand Slam, Gstaad), 2009 (Open, Stare Jabłonki), 2010 (Open, Sanya), 2010 (Grand Slam, Rzym), 2012 (Open, Mysłowice), 2013 (Grand Slam, Berlin), 2015 (Grand Slam, Long Beach), 2016 (Open, Fuzhou), 2019 (4*, Doha)

CEV Puchar Kontynentalny
- 2014 (Masters, Bien/Bienne), 2015 (Hiszpania)
- 2014 (Masters, Baden)

Mistrzostwa Hiszpanii
- 2009, 2010, 2011, 2014, 2017, 2018, 2019, 2021